# Церовачке пећине
Церовачке пећине се налазе у Лици, у Републици Хрватској и највеће су пећине у држави.

## Географски положај
Церовачке пећине се налазе четири километра југоисточно од Грачаца. Откривене су приликом изградње Личке пруге 1924. године, а открио их је градитељ пруге Никола Туркаљ. Налазе са на сјевероисточној падини Велебита, на падини брда Црнопац, уз саму ивицу Грачачког поља, изнад засеока Кесићи. До пећина води пут који се одваја од главног пута Грачац-Книн. Име су добиле по жељезничкој станици Церовац.

## Опис
Церовачке пећине чине три спелеолошка објекта: Горње Церовачке пећине, Средње Церовачке пећине и Доње Церовачке пећине. Дужина пећина износи 3.800 метара, а цијелог система 4 километра. Горња пећина дуга је 1200 метара, а Доња 2400 метара. Између њих налази се мања, Средња пећина. Просјечна температура у пећинама је 11 °C.
Горње и Доње Церовачке пећине су уређене за посјету туриста и до њих се долази уређеном туристичком стазом из засеока Кесићи. Горње Церовачке пећине се налазе изнад жељезничке пруге. Дужина туристичке стазе је око 700 метара. Доње Церовачке пећине се налазе око 15 метара испод жељезничке пруге. Дужина туристичке стазе је такође око 700 метара.
Пећине су познате по украсима: сталагмитима, сталактитима, сигастим превлакама, ступовима, завјесама, калцитним конкрецијама и изузетно великим каменицама. Обилују и ерозивним формама у основној стијени, понорима и „димњацима”. Осим физичко-спелеолошких и естетских вриједности, Церовачке пећине су значајне по палеонтолошким и археолошким налазиштима.
1961. године су заштићене као „посебан геоморфолошки резерват“.